# تشارلز باريس
تشارلز باريس (بالإنجليزية: Charles Paris)‏ هو فنان أمريكي، ولد في 25 سبتمبر 1911 في مقاطعة غيلفورد في الولايات المتحدة، وتوفي في 19 مارس 1994 في توسان في الولايات المتحدة.